# Кондрюков, Геннадий Фёдорович
Геннадий Фёдорович Кондрюков — советский хозяйственный, государственный и политический деятель.

## Биография
Родился в 1941 году. Член КПСС.
Окончил Всесоюзный сельскохозяйственный институт. С 1964 года — на хозяйственной, общественной и политической работе. В 1964—1993 гг. — главный инженер Владимирского территориально-производственного объединения лесного хозяйства, 1-й секретарь Меленковского райкома КПСС, 2-й секретарь Владимирского обкома КПСС, председатель Владимирского облисполкома, 1-й секретарь Владимирского обкома КПСС.
Избирался народным депутатом России.
Погиб на своей даче в 1997 году в результате несчастного случая при работе с газонокосилкой. Была версия, что убит прокоммунистическими силами за отказ поддержать ГКЧП.